# Wendover (Utah)
Wendover ist eine Stadt im US-Bundesstaat Utah mit 1537 Einwohnern (Stand Volkszählung 2000), gelegen im Westen der USA an der Staatsgrenze zwischen den Bundesstaaten Nevada und Utah. Der in Nevada gelegene Teil des Ortes ist die Stadt West Wendover. Vom Flughafen Wendover erreicht man nach 93 nm (nautical miles; 172 km) in Flugrichtung Ost den Militärflugplatz "Salt Lake City Municipal 2" und auch den internationalen Flughafen Salt Lake City.
Der Staat Nevada verteilt sein aus den Spielbetrieben erzieltes Steuereinkommen auch an die Gemeinden. Vor einigen Jahren stimmten deshalb die Einwohner von Wendover beiderseits der Staatsgrenze für den Anschluss an Nevada: Sowohl die Bewohner der westlichen Stadthälfte (West Wendover, Nevada), als auch der ärmeren östlichen Hälfte (Utah) stimmten dem zu. Der Antrag wurde jedoch noch nicht dem US-Kongress vorgelegt.
In Wendover befindet sich das Bonneville Speedway Museum, in dem die zahlreichen Geschwindigkeitsrekorde mit Motor-Fahrzeugen dokumentiert sind, die in der Salztonebene der Großen Salzwüste auf der 35 km langen Piste erzielt wurden.

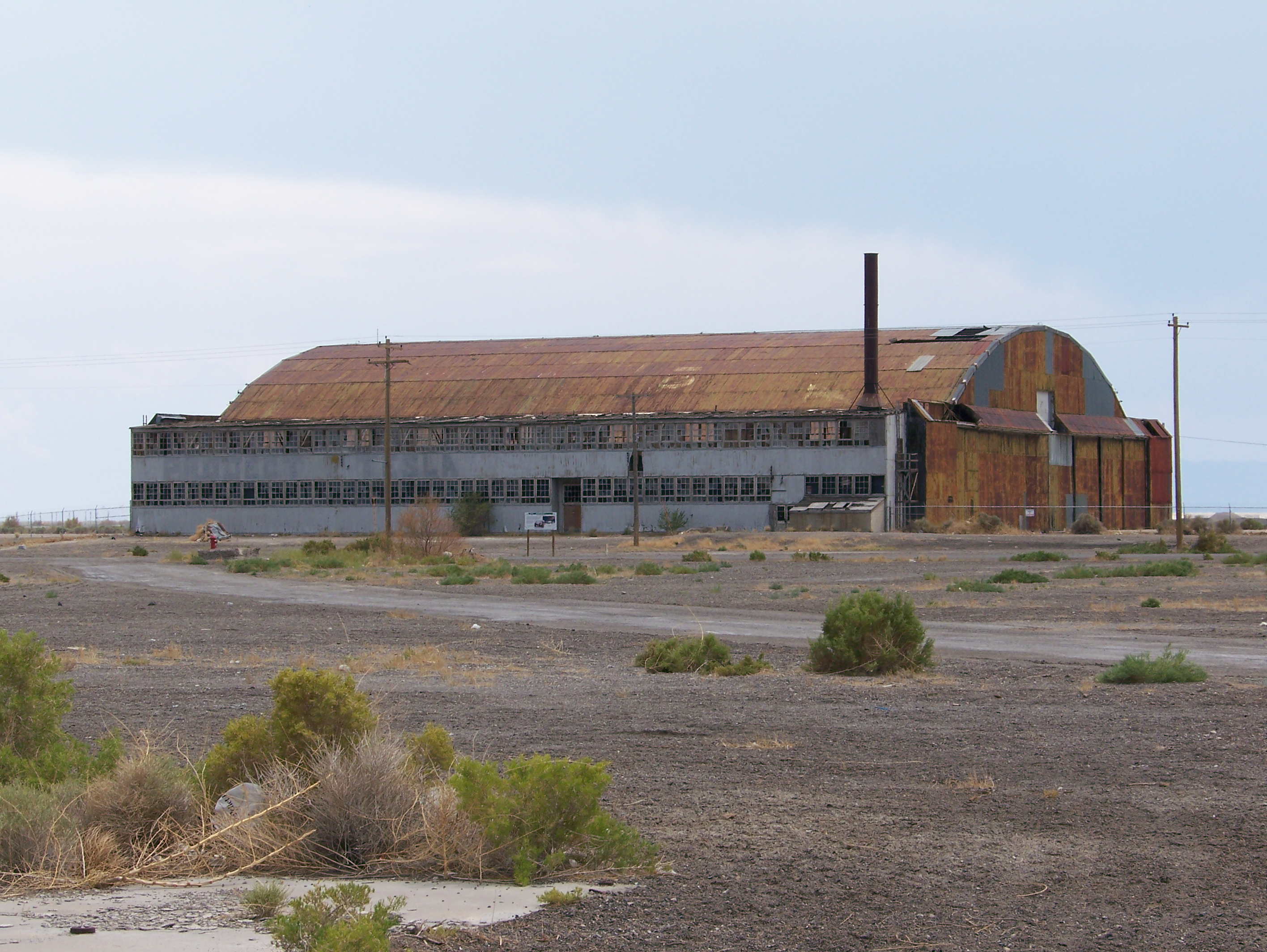
Hangar der Enola Gay auf der ehemaligen Wendover AFB

Im Zweiten Weltkrieg war hier eine Trainingsbasis für Piloten der B-29, die Wendover Army Air Base. Dort wurde unter anderem die Besatzung der Enola Gay ausgebildet. Das Flugzeug war bis Juni 1945 in Wendover stationiert. Auch Hollywood wurde auf den Flugplatz aufmerksam: mehrere Szenen des Films Con Air wurden unter dem Namen Lerner Airfield auf dem ehemaligen USAF-Standort gedreht. Neben Con Air wurden auch andere Blockbuster teilweise auf dem Flugfeld gedreht. Dazu gehören zum Beispiel: Hulk, The Core – Der Innere Kern, Independence Day und weitere.